# ميلتون بيسيرا
ميلتون بيسيرا (بالإسبانية: Milton Becerra)‏ هو رسام فنزويلي، ولد في 10 أغسطس 1951 في ولاية تاتشيرا في فنزويلا.

## وصلات خارجية
- الموقع الرسمي